# Inaugurationsdiplome

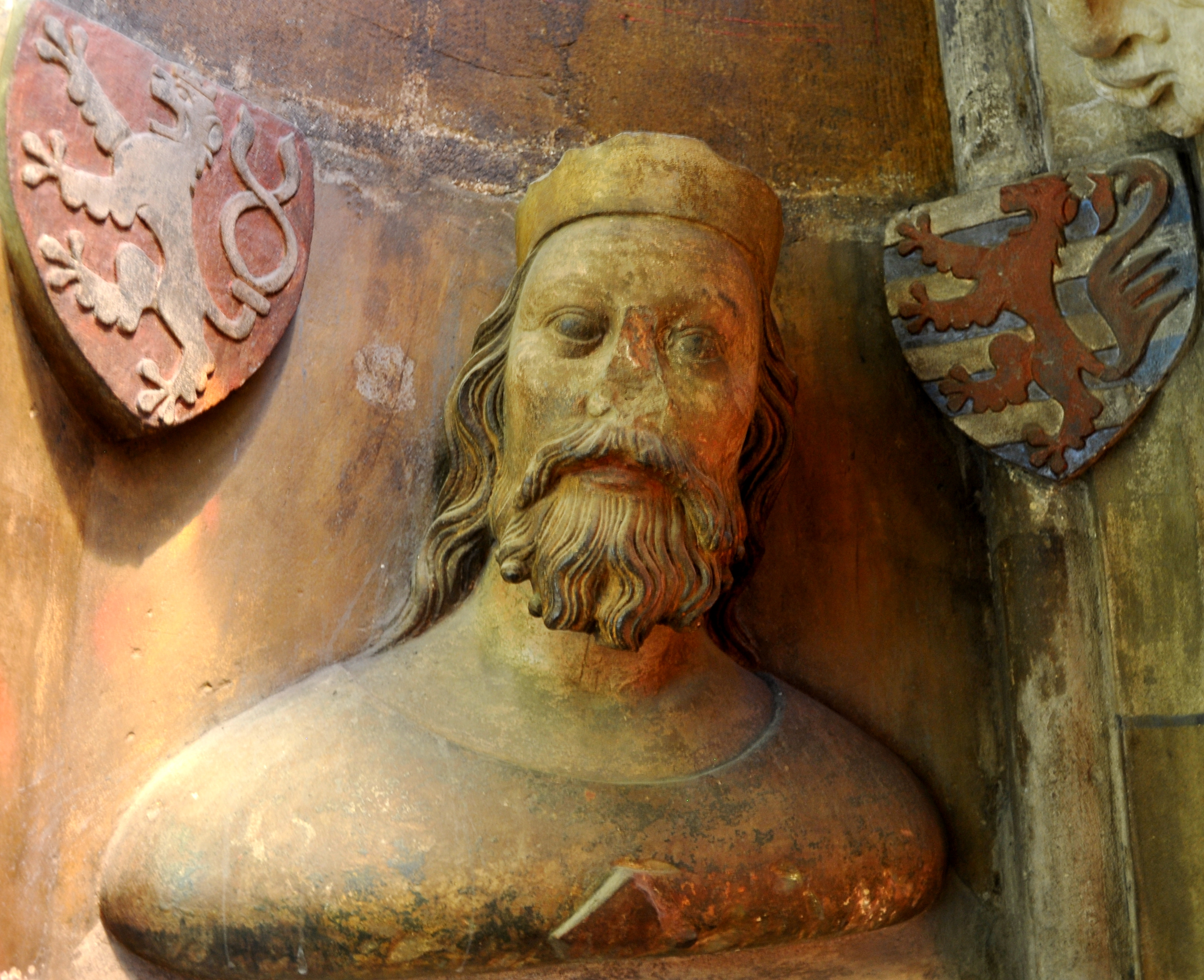
Büste Johanns von Luxemburg im Prager Veitsdom

Mit den Inaugurationsdiplomen (tschechisch: Inaugurační diplomy) hat der böhmische König Johann von Luxemburg (tschechisch: Jan Lucemburský) bei seiner Krönung dem böhmischen und dem mährischen Adel weitgehende Freiheiten und Rechte verbürgt. Am 25. Dezember 1310 gab er diese Garantien dem böhmischen und ein halbes Jahr später (am 18. Juni 1311) dem mährischen Adel.

## Geschichte und Bedeutung
Im Jahr 1310 heiratete Johann von Luxemburg in Speyer die böhmische Prinzessin Eliška Přemyslovna. Das öffnete ihm nach dem Aussterben des böhmischen Königsgeschlechts der Přemysliden den Weg zum böhmischen Thron. Diesen Anspruch konnte er auch im Kampf gegen Heinrich von Kärnten durchsetzen. Als Bedingung für die Zustimmung zur Krönung hatte der böhmische Hochadel jedoch eine Reihe von Garantien verlangt, mit denen er seine Stellung gegenüber dem König sichern und die Fremdherrschaft in Böhmen begrenzen wollte.
Die Inaugurationsdiplome zeigen die große Macht, die der Hochadel zu jener Zeit hatte. Sie waren ein weiterer Schritt zur Festigung der Ständeordnung, die sich später in Böhmen durchsetzte. Auf der Basis der Inaugurationsdiplome hat der König für die Mehrzahl der Hofämter böhmische Adlige ernannt. Unterkämmerer und Marschall wurde Heinrich von Leipa, Oberstkämmerer Peter I. von Rosenberg und Kanzler Jan Volek. Johann von Luxemburg schwächte auch sein Recht auf den Heimfall – Rückfall des Grundbesitzes auf den Landesherren im Falle des Aussterbens der Familie oder im Falle der Verletzung der Vasallentreue. Er lehnte aber das Prinzip eines freien Testamentes ab. Insgesamt haben die Inaugurationsdiplome die politische und wirtschaftliche Stellung des Adels, besonders des Hochadels, gegenüber der zentralen königlichen Macht in Böhmen gestärkt. Aber das städtische Bürgertum war an den Verhandlungen nicht beteiligt, der Inhalt berücksichtigte ihre Interessen nicht.
Das Dekret für Böhmen hat sich nicht im Original erhalten, sondern nur als Abschrift, die Kaiser Karl IV. im Jahr 1348 anfertigen ließ. Das Dekret für Mähren hat sich dagegen im Original erhalten, es wird in Brünn aufbewahrt.

## Inhalt
- Der König verlangt keinen Kriegsdienst außerhalb der Landesgrenzen
- Die Wehrpflicht des Adels beschränkt sich auf die Verteidigung des Königreichs Böhmen und der Markgrafschaft Mähren
- Landes- und Hofämter dürfen nur mit Bürgern von Böhmen und Mähren besetzt werden
- Der König erhebt vom Adel keine regelmäßige Steuer (tschechisch: berně)
- Nur aus Anlass der Krönung oder der Vermählung königlicher Töchter darf der König Steuer erheben.